# Shelley Winters
Shelley Winters (* 18. August 1920 als Shirley Schrift in East St. Louis; † 14. Januar 2006 in Beverly Hills) war eine US-amerikanische Schauspielerin. Für ihre Rollen in  Das Tagebuch der Anne Frank (1959) und in Träumende Lippen (1965) erhielt sie jeweils einen Oscar als beste Nebendarstellerin.

## Leben und Werk
Shelley Winters stammte aus einer österreichisch-jüdischen Immigrantenfamilie. Sie hatte zunächst kleinere Erfolge in Komödien und Musicals am Broadway, wo sie auch Mitglied des Actors Studio wurde. Filmrollen übernahm sie ab 1943, wobei ihre ersten Leinwandauftritte klein ausfielen und im Abspann meist unerwähnt blieben. 1947 hatte sie ihren Durchbruch in Hollywood mit George Cukors Thriller Ein Doppelleben, in dem ihre Figur einer Kellnerin einem wahnsinnigen Schauspieler (gespielt von Ronald Colman) zum Opfer fällt. Auch am Broadway erreichte sie zu dieser Zeit Bekanntheit als Ado Annie in dem erfolgreichen Musical Oklahoma!. Es folgten größere Rollen wie die in dem Thriller Schrei der Großstadt (1948) neben Victor Mature sowie an der Seite von Alan Ladd in der Literaturverfilmung Der große Gatsby (1949). Im Jahre 1950 spielte sie neben James Stewart die weibliche Hauptrolle in Anthony Manns hochgelobtem Western Winchester ’73. Ihr Filmstudio Universal Pictures wollte Winters als „Sexbombe“ aufbauen, doch sie fand schon früh vor allem Interesse an Charakterrollen und schreckte auch vor ungewöhnlichen schauspielerischen Herausforderungen nicht zurück.
So verkörperte sie 1951 in dem preisgekrönten Melodram Ein Platz an der Sonne eine von Montgomery Clift verführte Fabrikarbeiterin. Diese Rolle etablierte sie als ernsthafte Darstellerin und brachte ihr die erste Oscar-Nominierung ein. Danach übernahm sie sehr unterschiedliche Charakterrollen, so in dem Drama Ein Fremder ruft an (1952) eine bei einem Flugzeugabsturz umkommende Sängerin, in dem Western Saskatschewan (1954) eine unter Mordverdacht stehende Frau und in dem Thriller Die Nacht des Jägers (1955) die naive Witwe eines hingerichteten Mörders. Den Oscar für die beste Nebendarstellerin erhielt Winters 1959 für ihre Darstellung der Auguste van Daan in Das Tagebuch der Anne Frank (1959) unter der Regie von George Stevens. Sie spendete den Preis dem Anne-Frank-Haus in Amsterdam, wo er heute noch zu sehen ist. Einen zweiten Oscar erhielt sie für die Darstellung einer hartherzigen Prostituierten neben Sidney Poitier in Träumende Lippen (1965). Zwei Oscars als Beste Nebendarstellerin erhielt neben Winters nur Dianne Wiest. Trotz ihrer Filmerfolge kehrte sie immer wieder zum Theater zurück, so etwa in der Uraufführung des Stückes Die Nacht des Leguan von Tennessee Williams oder dem Musical Minnie’s Boys.
Weitere bedeutende Filmrollen hatte Winters als Mutter der Titelfigur in Stanley Kubricks Film Lolita (1962) sowie neben Michael Caine in der Literaturverfilmung Der Verführer läßt schön grüßen (1966). 1972 fiel sie in Die Höllenfahrt der Poseidon mit einer Unterwasserszene auf, die sie größtenteils ohne Double meisterte. Für diese Rolle erntete Winters einen Golden Globe sowie die letzte ihrer vier Oscar-Nominierungen. Später war sie unter anderem noch als böse Adoptivmutter in dem Disney-Streifen Elliot, das Schmunzelmonster (1977) zu sehen. 1979 trat Winters an der Seite von Kurt Russell in John Carpenters Filmbiografie Elvis – The King als Elvis Presleys Mutter Gladys Presley auf. Im Chuck-Norris-Film Delta Force (1986) spielte sie die Frau des von Martin Balsam dargestellten Ben Kaplan. Darüber hinaus war sie in zahlreichen Gastrollen im US-Fernsehen zu sehen, unter anderem in einer wiederkehrenden Rolle als Großmutter der Titelfigur in der Sitcom Roseanne. Ihren letzten Auftritt hatte sie 1999 in dem italienischen Film La Bomba.
Winters entdeckte bereits in den 1960er Jahren das Talent von Robert De Niro und förderte ihn. 1967 wurde sie Patin von Laura Dern, die sie ebenfalls unterstützt hat.

## Privatleben
Shelley Winters war viermal verheiratet, und zwar mit dem Verkäufer Mack Paul Mayer aus Chicago, dem Schauspieler Vittorio Gassman, dem Schauspieler Anthony Franciosa und mit Gerry DeFord. Letzteren heiratete sie wenige Stunden vor ihrem Tod, nachdem sie 19 Jahre ein Paar gewesen waren. Der Ehe mit Gassman entstammt ihre Tochter Victoria. Shelley Winters veröffentlichte mehrere Autobiografien, in denen sie viel beachtete Informationen zum Showgeschäft weitergab. Dabei schrieb sie auch über ihre Beziehungen und Affären mit William Holden, Sean Connery, Burt Lancaster, Errol Flynn und Marlon Brando. Die Schauspielerin verstarb am 14. Januar 2006 im Alter von 85 Jahren im Rehabilitation Center in Beverly Hills an Herzversagen, nachdem sie am 14. Oktober 2005 einen Herzinfarkt erlitten hatte. Ihre letzte Ruhestätte fand sie auf dem Hillside Memorial Park Cemetery in Culver City, Kalifornien.
1975 hatte Winters als Gast in Johnny Carsons Tonight Show eine lautstarke, am Ende sogar handfeste Auseinandersetzung mit Oliver Reed, nachdem dieser ihrer Meinung nach frauenfeindliche Äußerungen von sich gegeben hatte.

## Filmografie (Auswahl)
- 1943: There’s Something About a Soldier
- 1944: Knickerbocker Holiday
- 1944: Modell wider Willen (Together Again)
- 1947: Ein Doppelleben (A Double Life)
- 1947: Killer McCoy
- 1947: Liebe auf den zweiten Blick (Living in a Big Way)
- 1947: New Orleans
- 1948: Betrug (Larceny)
- 1948: Red River
- 1948: Schrei der Großstadt (Cry of the City)
- 1949: Der große Gatsby (The Great Gatsby)
- 1949: Kokain (Johnny Stool Pigeon)
- 1950: Revolverlady (Frenchie)
- 1950: Südsee-Vagabunden (South Sea Sinners)
- 1950: Winchester ’73
- 1951: Gangster unter sich (Behave Yourself)
- 1951: Ein Platz an der Sonne (A Place in the Sun)
- 1951: Steckbrief 7-73 (He Ran All the Way)
- 1952: Ein Fremder ruft an (Phone Call from a Stranger)
- 1952: Der Tag der Vergeltung (Untamed Frontier)
- 1952: Zu allem entschlossen (Meet Danny Wilson)
- 1954: Die Intriganten (Executive Suite)
- 1954: Mambo
- 1954: Das Millionenbaby (To Dorothy, a Son)
- 1954: Saskatschewan (Saskatchewan)
- 1954: Tennessee Champ
- 1955: Gegen alle Gewalten (I Died a Thousand Times)
- 1955: Heißer Atem (The Treasure of Pancho Villa)
- 1955: Hollywood-Story (The Big Knife)
- 1955: I Am a Camera
- 1955: Die Nacht des Jägers (The Night of the Hunter)
- 1959: Das Tagebuch der Anne Frank (The Diary of Anne Frank)
- 1959: Wenig Chancen für morgen (Odds Against Tomorrow)
- 1961: Die jungen Wilden (The Young Savages)
- 1962: Lolita
- 1962: Der Chapman-Report (The Chapman Report)
- 1963: Ach Liebling … nicht hier! (Wives and Lovers)
- 1963: Der Balkon (The Balcony)
- 1964: Madame P. und ihre Mädchen (A House Is Not a Home)
- 1965: Die größte Geschichte aller Zeiten (The Greatest Story Ever Told)
- 1965: Träumende Lippen (A Patch of Blue)
- 1966: Ein Fall für Harper (Harper)
- 1966: Der Verführer läßt schön grüßen (Alfie)
- 1968: Buona Sera, Mrs. Campbell
- 1968: Mit eisernen Fäusten (The Scalphunters)
- 1968: Wild in den Straßen (Wild in the Streets)
- 1969: Das Haus der blutigen Hände (The Mad Room)
- 1970: Bloody Mama
- 1970: Der Indianer (Flap)
- 1971: Was ist denn bloß mit Helen los? (What’s the Matter with Helen?)
- 1972: Amok (Something to Hide)
- 1972: Die Höllenfahrt der Poseidon (The Poseidon Adventure)
- 1972: Wer hat Tante Ruth angezündet (Whoever Slew Aunti Roo?)
- 1975: Bleib mir ja vom Leib (That Lucky Touch)
- 1976: Ein Haar in der Suppe (Next Stop, Greenwich Village)
- 1976: Der Mieter (Le locataire)
- 1977: Die bleiernen Jahre (Un borghese piccolo piccolo)
- 1977: Elliot, das Schmunzelmonster (Pete’s Dragon)
- 1977: Der Polyp – Die Bestie mit den Todesarmen (Tentacoli)
- 1978: König der Zigeuner (King of the Gypsies)
- 1979: Die Außerirdischen (The Visitor)
- 1979: Elvis – The King (Elvis) (Fernsehfilm)
- 1979: Der Magier (The Magician of Lublin)
- 1979: Stadt in Flammen (City on Fire)
- 1979: Victor Charlie ruft Lima Sierra (The French Atlantic Affair) (Fernsehdreiteiler)
- 1980: Looping
- 1981: S.O.B. – Hollywoods letzter Heuler (S.O.B.)
- 1983: Fanny Hill
- 1983: Over the Brooklyn Bridgde
- 1985: Alice im Wunderland (Alice in Wonderland) (Fernsehfilm)
- 1986: Delta Force (The Delta Force)
- 1988: Der kleine lila Menschenfresser (The Purple People Eater)
- 1991–1996: Roseanne (Fernsehserie, 10 Folgen)
- 1991: Stepping Out
- 1992: Rivalinnen (Weep No More My Lady)
- 1993: Stage Fright – eine Gurke erobert Hollywood (The Pickle)
- 1994: Backfire – die total verrückte Feuerwehr (Backfire!)
- 1994: Das Schweigen der Hammel
- 1995: Chaos! Schwiegersohn Junior im Gerichtssaal (Jury Duty)
- 1995: Hungry For Love (Heavy)
- 1995: Mrs. Munck
- 1995: Raging Angels
- 1996: Portrait of a Lady (The Portrait of a Lady)
- 1998: Gideon
- 1999: La Bomba

## Auszeichnungen (Auswahl)
- 1952: Oscar-Nominierung als beste Hauptdarstellerin für Ein Platz an der Sonne
- 1952: Golden-Globe-Nominierung als beste Hauptdarstellerin (Drama) für Ein Platz an der Sonne
- 1960: Oscar als beste Nebendarstellerin für Das Tagebuch der Anne Frank
- 1960: Golden-Globe-Nominierung als beste Nebendarstellerin für Das Tagebuch der Anne Frank
- 1963: Golden-Globe-Nominierung als beste Hauptdarstellerin (Drama) für Lolita
- 1963: Emmy Award als beste Gastdarstellerin für Bob Hope Presents the Chrysler Theatre
- 1966: Oscar als beste Nebendarstellerin für Träumende Lippen
- 1967: Golden-Globe-Nominierung als beste Nebendarstellerin für Der Verführer läßt schön grüßen
- 1972: Oscar-Nominierung als beste Nebendarstellerin für Die Höllenfahrt der Poseidon
- 1972: Golden Globe als beste Nebendarstellerin für Die Höllenfahrt der Poseidon
- 1977: Golden-Globe-Nominierung als beste Nebendarstellerin für Ein Haar in der Suppe

Darüber hinaus bekam sie für ihr Filmschaffen einen Stern auf dem Hollywood Walk of Fame.